# オレアンダー
オレアンダー (Oleander) とはドイツの競走馬である。同国史上最強馬の1頭。1920年代にドイツ、フランス、オーストリアで走り、バーデン大賞（3連覇）、オーストリア大賞（連覇）などに勝利した。種牡馬としても1930年代から1940年代にかけてドイツで成功した。

## 生涯
父プルヌス (Prunus) はダークロナルドの産駒で、ドイツセントレジャー馬に勝ち種牡馬としてもドイツで成功したサラブレッド。母オルシデー (Orchidee) もドイツオークスとドイツセントレジャーに勝った名馬で、オレアンダーはその両親の間に1924年にシュレンダーハン牧場で生まれた。馬名はキョウチクトウを意味し、ファミリーライン上からイニシャル「O」を受け継ぐとともに、父プルヌス（サクラ属）から連想された単語である。
シュレンダーハン牧場を所有するジーモン・アルフレート・フォン・オッペンハイム男爵が馬主になり、ゲオルク・アルヌル (George Arnull) を調教師とした。1926年初夏にホッペガルテン競馬場でデビューすると、2戦目には早くも重賞を勝利する。しかし、このころ調教中に転倒し、骨盤を骨折してしまった。通常なら予後不良として安楽死させられるほどの重傷であったが、この馬に強い期待を寄せていた陣営は懸命に治療し、1年後の5月にはなんとか復帰できるまでに回復した。
復帰後は2戦続けて楽勝したが、重度の故障を負っていたオレアンダーはクラシック登録をしていなかった。そのため、ダービー当日に古馬が相手となるハンブルク大賞に挑んだが3着に敗れてしまう。しかし、フェルシュテンベルク・レネンを10馬身差で勝ったあとに出走したバーデン大賞では、フランスのサカパピエ (Sac à Papier) 、オレアンダーのいなかったドイツダービーを勝ったマージャン (Mah Jong) を下してドイツ最強馬決定戦を制した。
翌1928年、初戦は敗れるが、3戦目のオーストリア遠征戦、オーストリア大賞を制した。さらにベルリン大賞を勝って、多数の国の遠征馬を迎えたバーデン大賞を5馬身差で圧勝した。こののちフランスに遠征し、凱旋門賞に挑戦しているが5着に敗れている。
1929年。5歳時はオレアンダーの最盛期と言え、オーストリア大賞を10馬身、ベルリン大賞を8馬身差で勝った。バーデン大賞もドイツダービー馬グラフイソラニ (Graf Isolani) を4馬身差で下し、キンチェム以来の3連覇を達成した。このあとは凱旋門賞に出走し、前年の勝ち馬カンタール (Kantar)との再戦になった。しかし、伏兵のイタリア馬オルテッロに競り負けカンタールにも交わされ3着に敗れた。
引退後はシュレンダーハン牧場で種牡馬となった。ドイツのクラシックホースを多数輩出し、1930-1940年代にかけて9度のドイツチャンピオンサイアーとなった。1947年にオレアンダーは放牧中に骨折し、安楽死となるが、その後も父系子孫はドイツ・東欧を中心に活躍した。南米、ソビエト連邦（第二次世界大戦後Raufboldを接収）を初め、一部は南アフリカ、インド、日本にも輸入され、ヒッチコック（ドイツ名馬）、ウイルデイール（皐月賞）、エスコリアル（ブラジル名馬）など1950-1970年代までは活躍馬が出ていた。現在オレアンダーはシュレンダーハン牧場に埋葬されている。

## 主要産駒
- シュヴァルツリーゼル（独1000ギニー）
- シュトュルムフォゲル（ベルリン大賞2回）
- ドルンロゼ（独オークス）
- サムライ（ベルリン大賞）
- アステリオス（独2000ギニー）
- シラ（独オークス）
- エスパスヴィタル（コンセイユミニシパル賞）
- マルシャルフォルヴェルツ（独セントレジャー）
- エルノ（ジョッケクルブ大賞）
- アステル（独セントレジャー）
- ペリアンダー（ウニオンレネン）
- オルセニゴ（イタリアダービー、ミラノ大賞）
- ノルトリヒト（独ダービー）

## 血統表
| オレアンダーの血統      | オレアンダーの血統                                                                     | オレアンダーの血統                                                                     | （血統表の出典）                                                                       | （血統表の出典） |
| 父系                    | ハンプトン系                                                                           | ハンプトン系                                                                           | ハンプトン系                                                                           | [ § 2 ]          |
| 父 Prunus 鹿毛 1915年   | 父の父Dark Ronald 黒鹿毛 1905年                                                        | Bay Ronald                                                                             | Hampton                                                                                | Hampton          |
| 父 Prunus 鹿毛 1915年   | 父の父Dark Ronald 黒鹿毛 1905年                                                        | Bay Ronald                                                                             | Black Duchess                                                                          |                  |
| 父 Prunus 鹿毛 1915年   | 父の父Dark Ronald 黒鹿毛 1905年                                                        | Darkie                                                                                 | Thurio                                                                                 | Thurio           |
| 父 Prunus 鹿毛 1915年   | 父の父Dark Ronald 黒鹿毛 1905年                                                        | Darkie                                                                                 | Insignia                                                                               |                  |
| 父 Prunus 鹿毛 1915年   | 父の母Pomegranate 鹿毛 1901年                                                          | Persimmon                                                                              | St. Simon                                                                              | St. Simon        |
| 父 Prunus 鹿毛 1915年   | 父の母Pomegranate 鹿毛 1901年                                                          | Persimmon                                                                              | Perdita                                                                                |                  |
| 父 Prunus 鹿毛 1915年   | 父の母Pomegranate 鹿毛 1901年                                                          | Briar Root                                                                             | Springfield                                                                            | Springfield      |
| 父 Prunus 鹿毛 1915年   | 父の母Pomegranate 鹿毛 1901年                                                          | Briar Root                                                                             | Eglentyne                                                                              |                  |
| 母 Orchidee 栗毛 1910年 | 母の父Galtee More 鹿毛 1894年                                                          | Kendal                                                                                 | Bend Or                                                                                | Bend Or          |
| 母 Orchidee 栗毛 1910年 | 母の父Galtee More 鹿毛 1894年                                                          | Kendal                                                                                 | Windermere                                                                             |                  |
| 母 Orchidee 栗毛 1910年 | 母の父Galtee More 鹿毛 1894年                                                          | Merganette                                                                             | Springfield                                                                            | Springfield      |
| 母 Orchidee 栗毛 1910年 | 母の父Galtee More 鹿毛 1894年                                                          | Merganette                                                                             | Lady Morgan                                                                            |                  |
| 母 Orchidee 栗毛 1910年 | 母の母Orseis 鹿毛 1897年                                                               | St. Serf                                                                               | St. Simon                                                                              | St. Simon        |
| 母 Orchidee 栗毛 1910年 | 母の母Orseis 鹿毛 1897年                                                               | St. Serf                                                                               | Feronia                                                                                |                  |
| 母 Orchidee 栗毛 1910年 | 母の母Orseis 鹿毛 1897年                                                               | Orsova                                                                                 | Bend Or                                                                                | Bend Or          |
| 母 Orchidee 栗毛 1910年 | 母の母Orseis 鹿毛 1897年                                                               | Orsova                                                                                 | Fenella                                                                                |                  |
| 母系(F-No.)             | 6号族(FN:6-e)                                                                          | 6号族(FN:6-e)                                                                          | 6号族(FN:6-e)                                                                          | [ § 3 ]          |
| 5代内の近親交配         | Hampton：S4×S5, St. Simon：S4×M4, Springfield：S4×M4, Bend Or：M4×M4, Thormanby：M5×M5 | Hampton：S4×S5, St. Simon：S4×M4, Springfield：S4×M4, Bend Or：M4×M4, Thormanby：M5×M5 | Hampton：S4×S5, St. Simon：S4×M4, Springfield：S4×M4, Bend Or：M4×M4, Thormanby：M5×M5 | [ § 4 ]          |
| 出典                    | 1. 2. 3. 4.                                                                            | 1. 2. 3. 4.                                                                            | 1. 2. 3. 4.                                                                            | 1. 2. 3. 4.      |